# Susanne Biemer
Susanne Biemer (* 30. Juni 1978) ist eine ehemalige deutsche Basketballspielerin aus Neunkirchen.

## Leben
Biemer, die Tochter des Basketballfunktionärs Klaus-Rüdiger Biemer, war Führungsspielerin des TV Neunkirchen in der 2. Bundesliga, 2002 wechselte die Flügelspielerin zum Erstligisten Rentrop Bonn. 2005 verließ sie Bonn in Richtung TV Bensberg. In Neunkirchen, Bonn und Bensberg spielte sie unter ihrem Bruder Alexander als Trainer. 2006/07 spielte sie beim USC Freiburg. Biemer ging ins Ausland und lief in der Saison 2007/08 erst für den italienischen Zweitligisten Ivrea, ehe sie im Verlauf des Spieljahres zum isländischen Klub Keflavík wechselte. Mit Keflavík gewann sie den isländischen Meistertitel und schloss sich in der Sommerpause 2008 dann dem Bundesligisten SV Halle an. Nach einem Jahr in Halle kehrte Biemer 2009 ins Rheinland zurück und spielte fortan für den SV Opladen in der 2. Bundesliga.
Im Sommer 2004 bestritt Biemer, die in Basketballkreisen den Spitznamen „Sunny“ trug, fünf A-Länderspiele für Deutschland. 2005 nahm sie mit der deutschen Studierendennationalmannschaft an der Universiade im türkischen Izmir teil. Biemer absolvierte ein Sportstudium und verfasste ihre Diplomarbeit zum Thema Leistungsdiagnostik im Basketball mit weiblichen Nationalspielerinnen; Eine Analyse der athletischen Leistungswerte und deren Entwicklung.